# Красное Знамя (Морозовичский сельсовет)
Красное Знамя (бел. Чырвоны Стяг) — посёлок в Морозовичском сельсовете Буда-Кошелёвского района Гомельской области Белоаруси.

## География

### Расположение
В 10 км на юг от районного центра и железнодорожной станции Буда-Кошелёвская (на линии Жлобин — Гомель), 48 км от Гомеля.

## Транспортная сеть
Транспортные связи по просёлочной, затем автомобильной дороге Жлобин — Гомель. Планировка состоит из короткой почти прямолинейной, близкой к широтной ориентации улицы, застроенной деревянными домами усадебного типа.

## История
Основан в начале XX века переселенцами с соседних деревень. В 1926 году в Глазовском сельсовете Уваровичского района Гомельского округа. В 1930 году организован колхоз. В 1959 году в составе колхоза «Новая жизнь» (центр — деревня Глазовка).
До 16 декабря 2009 года в составе Глазовского сельсовета.

## Население

### Численность
- 2004 год — 23 хозяйства, 40 жителей.

### Динамика
- 1926 год — 36 дворов, 200 жителей.
- 1959 год — 159 жителей (согласно переписи).
- 2004 год — 23 хозяйства, 40 жителей.